# Fraunhofera multiflora
Fraunhofera multiflora es la única especie del género monotípico Fraunhofera,  perteneciente a la familia de las celastráceas. Es  originaria de  Brasil donde se encuentra en la Caatinga.

## Taxonomía
Fraunhofera multiflora fue descrita por Carl Friedrich Philipp von Martius y publicado en Nova quaedam genera et species plantarum 3: 85. 1831